# Plebicula roseonitens
Plebicula roseonitens är en fjärilsart som beskrevs av Charles Oberthür 1910. Plebicula roseonitens ingår i släktet Plebicula och familjen juvelvingar. Inga underarter finns listade i Catalogue of Life.